# 18 de maig
El 18 de maig és el cent trenta-vuitè dia de l'any del calendari gregorià i el cent trenta-novè en els anys de traspàs. Queden 227 dies per a finalitzar l'any.

## Esdeveniments
Països Catalans
- 1869 - Pacte de Tortosa - Els representants dels comitès republicano-federals d'Aragó, Catalunya, País Valencià i Illes Balears, territoris de l'antiga Corona d'Aragó, es coordinen per aconseguir un estat republicà espanyol de caràcter federal.
- 1914 - Barcelona: Es crea l'Escola Superior dels Bells Oficis, destinada a la formació d'obrers especialitzats en les manufactures d'art.[1]
- 1999 - Sallent: La festa de les Enramades és declarada Festa tradicional d’interès nacional per acord del Govern de la Generalitat de Catalunya.[2]

Resta del món
- 1804 - París: Napoleó s'autoproclama emperador de França.
- 1811 - Las Piedras (Uruguai): les forces revolucionàries de la Banda Oriental guanyen als realistes en la Batalla de Las Piedras durant l'alçament revolucionari de l'actual Uruguay.
- 1871 - Planures de Salt Creek (Texas, Estats Units): Els caps kiowa Satanta, Satank i Ado-ete ataquen la caravana de Henry Warren, que s'havia posat en formació circular per a protegir-se. Els kiowa s'enduen els subministraments i assassinen a cinc dels defensors.
- 1917 - París: estrena de Parade, ballet en un acte del coreògraf Léonide Massine amb música d'Erik Satie, basat en un poema de Jean Cocteau i amb decorats i vestuari dissenyats per Pablo Picasso.
- 1968 - Madrid (Espanya): Raimon fa un recital davant 6.000 persones a la Facultat d'Econòmiques de la Universitat Complutense.
- 2001 - París (França): la UNESCO declara el Misteri d'Elx Obra Mestra del Patrimoni Oral i Immaterial de la Humanitat.

### Còmics i literatura
El 1988 es publicà la primera tira còmica de la sèrie filipina Pugad Baboy.

## Naixements
Països Catalans
- 1731 - Sogorb, l'Alt Palància: José Camarón Boronat, pintor, gravador i il·lustrador valencià.
- 1812 - Gombrèn: Francesc Coll i Guitart, fundador de la Congregació de les Dominiques de l'Anunciata de la Beata Verge Maria (m. 1875).
- 1861 - Barcelonaː Emerenciana Wehrle, contralt i professora de cant, directora del cor de noies de l'Orfeó Català (m. 1938).[3]
- 1868 - Barcelona: Mercè Anzizu Vila, Sor Eulàlia Anzizu, monja, escriptora i historiadora, que professà en el Monestir de Pedralbes.[4]
- 1893 - Barcelona: Helena Maragall i Noble, litògrafa i gravadora catalana (m. 1988).[5]
- 1904 - Barcelona: Àngels Ferrer i Sensat, pedagoga catalana (m. 1992).[6]
- 1908 - Barcelona: Moisès Broggi i Vallès, metge i pacifista català (2012).
- 1909 - Barcelonaː Rosa Lloret Ortiz, guitarrista catalana.[7]
- 1915 - Las Pedroñeras, Conca: Francisca Redondo Cubero, activista i política terrassenca (m. 2007).[8]
- 1916 - Saragossa: Manuel Viola, poeta i pintor català (m. 1987).
- 1961 - València: Mavi Dolç i Gastaldo, filòloga, professora i activista cultural valenciana (m. 2009).[9]
- 1964 - Barcelona: Ignasi Guardans i Cambó, polític català.
- 1967 - Eivissa: Pilar Costa Serra, advocada i política eivissenca, consellera del Govern de les Illes Balears.[10]

Resta del món
- 1048, Nixapur, Ariana: Omar Khayyam, poeta, matemàtic, filòsof i astrònom persa (m. 1131).[11]
- 1474, Ferrara: Isabel d'Este, princesa del ducat de Ferrara i Mòdena i mecenes del Renaixement (m. 1539).[12]
- 1616, Stuttgart, Sacre Imperi: Johann Jakob Froberger, compositor i organista alemany del Barroc (m. 1667).[13]
- 1852, Des Moines, Iowa, USAː Gertrude Käsebier, fotògrafa nord-americana (m. 1934).[14]
- 1872, Trellech: Bertrand Russell, matemàtic i filòsof gal·lès, guardonat amb el Premi Nobel de Literatura l'any 1950 (m. 1970).[15]
- 1883:
  - Cuiabá, Mato Grosso (Brasil): Eurico Gaspar Dutra, general brasiler, polític i President de Brasil del 1946 al 1951. (m. 1974).[16]
  - Berlín (Alemanya): Walter Gropius, arquitecte, urbanista i dissenyador alemany (m. 1969).[17]
- 1887, Boston, Massachusetts: Jeanie MacPherson, actriu i després guionista estatunidenca (m. 1946).[18]
- 1895, Niquinohomo (Nicaragua): Augusto César Sandino, líder de la resistència nicaragüenca contra l'exèrcit estatunidenc a Nicaragua (m. 1934).[16]
- 1897, Bisacquino, Sicília: Frank Capra, director de cinema nord-americà d'origen italià, guanyador d'un Oscar (m. 1991).
- 1901, Chicago, Michigan, EUA: Vincent du Vigneaud, bioquímic, Premi Nobel de Química de 1955 (m. 1978).[19]
- 1917 o 1918, Olba (Aragó): Manuel Pertegaz Ibáñez, dissenyador de moda català d'origen aragonès (m. 2014)
- 1919, Reigate (Surrey, Regne Unit): Margot Fonteyn, ballarina de ballet britànica (m. 1991).[20]
- 1920, Wadowice, Polònia: Karol Wojtyla, cap de l'església catòlica que prengué el nom de Joan Pau II (m. 2005).[21]
- 1935, Montevideoː Elena Zuasti, actriu uruguaiana de teatre i comèdia (m. 2011).[22]
- 1937, Wasserbillig, avui dins Mertert,(Luxemburg): Jacques Santer, polític, procurador i notari luxemburguès, Primer Ministre de Luxemburg entre 1984 i 1995, i president de la Comissió Europea entre 1995 i 1999.[16]
- 1939:
  - Palerm, Sicília: Giovanni Falcone, jutge italià (m. 1992).[23]
  - Plzeň, Tercer Reich: Peter Grünberg, físic alemany, Premi Nobel de Física de l'any 2007 (m. 2018).[24]
- 1943, Saint-Pierre-sur-Dives, Calvados (França): Jacques-Pierre Amette, escriptor francès, Premi Goncourt 2003.[25]
- 1944, Londres, Anglaterra: Albert Hammond, cantant i compositor britànic.
- 1970, Upper Darby, Pennsilvània: Tina Fey, actriu, còmica, escriptora, guionista i productora estatunidenca.[26]
- 1975, Oahu, Hawaii: Jack Johnson, cantautor, músic, director de cinema, i surfista hawaià.
- 1980, Montevideo, Uruguai: Diego Pérez Aguado, futbolista uruguaià.

- 1992, Ankara, Turquia: Cemre Erol, jugadora de voleibol

## Necrològiques
Països Catalans
- 1909 - Cambo-les Bains, Aquitània (França): Isaac Albéniz, compositor i intèrpret de piano català.[27]

Resta del món
- 1783 - Parma: Lucrezia Agujari –La Bastardina, La Bastardella–, soprano italiana de coloratura (n. 1743/1746).[28]
- 1799 - París, França: Pierre-Augustin Caron de Beaumarchais, escriptor i dramaturg francès, considerat el pare dels drets d'autor europeus (n. 1732).[29]
- 1910 - 
  - París: Pauline Viardot, mezzosoprano francesa (n.1821).[30]
  - Hrodna: Eliza Orzeszkowa, escriptora i editora polonesa (n. 1841).[31]
- 1911 - Viena, Imperi Austrohongarès: Gustav Mahler, compositor i director d'orquestra austríac (n. 1860).[32]
- 1920 - Londres: Margaret Damer Dawson, activista antiviviseccionista i cofundadora del primer servei de policia britànic de dones (n. 1873).[33]
- 1922 - 
  - París, França: Charles Louis Alphonse Laveran, metge francès, Premi Nobel de Medicina o Fisiologia de 1907 (n. 1845).[34]
  - Marylebone, Londres: Dorothy Levitt, pilot d'automobilisme britànica, pionera en la conducció i la competició (n. 1882).[35]
- 1955 - Daytona Beach (EUA): Mary McLeod Bethune, educadora, estadista i activista pels drets civils americana (n. 1875).[16]
- 1973 - Camel-by-the-Sea, Califòrnia (EUA): Jeanette Rankin, política estatunidenca, primera dona triada a la Cambra de Representants dels Estats Units (n. 1880)[36]
- 1980 - Manchester (Regne Unit): Ian Curtis, cantautor i líder del grup musical Joy Division (n. 1956).[37]
- 1990 - 
  - Akron: Salaria Kee, infermera estatunidenca afroamericana que formà part de l'American Medical Brigade (n. 1917).[38]
  - Malibú, Califòrnia, Estats Units: Jill Ireland, actriu anglesa (n. 1936).[39]
- 1995 - Beverly Hills, Califòrniaː Elizabeth Montgomery, actriu estatunidenca que protagonitzà la sèrie Embruixada (n. 1933).[40]
- 2007 - Orsay (França): Pierre-Gilles de Gennes, físic francès, Premi Nobel de Física de l'any 1991 (n. 1932).[41]
- 2008 - Villaviciosa de Odón (Espanya): Roberto García-Calvo, jurista espanyol, magistrat del TC.
- 2009 - Istanbul: Türkân Saylan, metgessa turca que treballà contra la lepra i a favor de l'educació de les noies.[42]
- 2012 - Berg, Alta Baviera (Alemanya): Dietrich Fischer-Dieskau, baríton, director d'orquestra i musicòleg alemany (n. 1925).
- 2017 - Detroit, Michigan (Estats Units): Chris Cornell, músic estatunidenc, fundador dels grups Soundgarden, Temple of the Dog i Audioslave (n. 1964).
- 2019 - Madridː Analía Gadé, actriu argentina establerta a Espanya (n. 1931).[43]
- 2021 - Milo (Sicília): Franco Battiato, cantautor i compositor italià.[44]

## Festes i commemoracions
- Dia Internacional dels Museus

### Santoral
Església Catòlica
- Sants al Martirologi romà (2011): Fèlix de Cantalice, caputxí; Eric el Sant, rei suec; Fèlix de Spalato, bisbe i màrtir; Diòscor d'Alexandria (màrtir); Potamó d'Heracleòpolis, bisbe; Teòdot, Tecusa, Alexandra, Clàudia, Faina, Eufràsia, Madrona i Julita d'Ancira], màrtirs; Papa Joan I; Burcard de Beinwil, prevere.
  - Beats: Guillem de Tolosa, agustinià; Blandine Merten ursulina; Marcin Jan Oprzadek i Stanislaw Kubski, sacerdots màrtirs.
- Sants Venanci de Camerino, màrtir; a la diòcesi de Tarragona: Sant Pròsper, bisbe de Tarragona.
- Beat Joan Gilabert Jofré, mercedari.